# Living with Matsunaga
Living with Matsunaga (jap. リビングの松永さん) ist eine Mangaserie von Keiko Iwashita, die seit 2016 in Japan erscheint. Das Werk ist in die Genres Shōjo und Romantik einzuordnen und wurde in mehrere Sprachen übersetzt.

## Inhalt
Miko Sonoda muss mit 17 Jahren zu Hause ausziehen, weil ihre Mutter die kranke Großmutter pflegen muss. Miko kommt im Wohnheim ihres Onkels unter. Die Männer dort sind ihr zwar sympathisch, aber auch suspekt. Die Nagelstylistin Asako Onuki, ebenfalls eine Mitbewohnerin, bietet ihr Hilfe an wenn es Probleme gibt. Von den Männern hilft ihr vor allem Jun Matsunaga, der jedoch auch unheimlich ist und sie manchmal verschreckt. Mit der Zeit merkt sie aber, was sie an ihm hat und wie sehr sie ihn mag.

## Veröffentlichung
Der Manga erschien von Dezember 2016 bis Juni 2021 im Magazin Dessert bei Kodansha. Der Verlag brachte die Kapitel ab 2017 auch in elf Sammelbänden heraus. Der 5. Band verkaufte sich etwa 27.000 Mal in der ersten Woche nach Veröffentlichung.
Eine deutsche Übersetzung von Yayoi Okada-Willmann erschien von April 2019 bis Juli 2022 bei Egmont Manga mit allen elf Bänden. Kodansha selbst veröffentlicht die Serie auf Englisch, auf Italienisch erscheint sie bei Edizioni Star Comics.